# Winston Justice
Winston Frederick Justice (Long Beach, 14 settembre 1984) è un giocatore di football americano statunitense che gioca nel ruolo di offensive tackle per i Denver Broncos della National Football League (NFL). Fu scelto nel corso del secondo giro (39º assoluto) del Draft NFL 2006 dai Philadelphia Eagles. Al college ha giocato a football alla Southern California University.

## Carriera professionistica
Justice fu scelto nel corso del secondo giro del Draft 2006 dai Philadelphia Eagles. Nella sua prima gara come professionista concesse ben quattro sack all'avversario Osi Umenyiora. Già dalla successiva però migliorò, giocando bene contro il suo avversario diretto, la stella Julius Peppers dei Carolina Panthers. Divenne stabilmente titolare degli Eagles nella stagione 2009 e rimase con essi fino al 2011. La stagione successiva fu scambiato con gli Indianapolis Colts, con cui disputò 12 gare, tutte come titolare. L'8 settembre 2013, Justice firmò con i Denver Broncos dopo l'infortunio che estromise Ryan Clady per tutta la stagione. Con essi arrivò fino al Super Bowl XLVIII, perso contro i Seattle Seahawks.

## Palmarès

### Franchigia
- American Football Conference Championship: 1

Denver Broncos: 2013

## Statistiche
| Partite totali      | 63 |
| Partite da titolare | 43 |

Statistiche aggiornate alla stagione 2013